# كة
كة هي قرية في مقاطعة ميانة، إيران. عدد سكان هذه القرية هو 166 في سنة 2006.